# لئاندرو پریرا
لئاندرو مارکوس پروچنا پریرا (زاده ۱۳ ژوئیه ۱۹۹۱) بازیکن فوتبال اهل برزیل است که در پست مهاجم برای باشگاه گیونگجو در لیگ کره جنوبی بازی میکند.

## افتخارات
Mogi Mirim
- Campeonato Paulista do Interior: ۲۰۱۲

پالمیراس
- سری آ برزیل: ۲۰۱۶
- جام حذفی فوتبال برزیل: ۲۰۱۵

کلوب بروژ
- لیگ برتر فوتبال بلژیک: ۲۰۱۵–۱۶

پرسپولیس
- لیگ برتر خلیج فارس: ۰۲–۱۴۰۱
- جام حذفی فوتبال ایران: ۰۲–۱۴۰۱
- سوپر جام فوتبال ایران: ۱۴۰۲